# Cophura bella
Cophura bella är en tvåvingeart som beskrevs av Friedrich Hermann Loew 1872. Cophura bella ingår i släktet Cophura och familjen rovflugor. Inga underarter finns listade i Catalogue of Life.